# Taivoan (pueblo)
Los taivoan (en chino, 大武壠族, también taivuan) o tevorangh (también tevorang o tivorang, tivorangh) o shisha son un pueblo aborigen de Taiwán. Su territorio ubicado al sur del país, incluye Tainan y Kaohsiung, y al oriente en Hualian y Taitung. 
Según algunos estudiosos, habría más de 20,000 taivoan actualmente basados en los documentos durante el gobierno japonés de Taiwán. Los taivoan son las segundas problaciones indígenas más grandes sin estatus en Taiwán, solo después de los makatao.
Algunos eruditos proponen que el nombre Taiwán se originaría del nombre ¨taivoan¨, que fundó un asentamiento llamado Taiouwang, que es la única comunidad indígena que suena como Taiwán.

## Idioma
Según el lingüista taiwanés Paul Jen-kuei Li después de su comparación del cuerpo del Evangelio de San Mateo en "siraya", los Manuscritos de Sinckan y otros cuerpos lingüísticos registrados por los eruditos japoneses a principios del siglo XX, se encontraron algunos cambios sonidos significativos y un cambio morfológico entre los idiomas de siraya, taivoan y makatao, y cree que el Evangelio de San Mateo escrito por los holandeses en el siglo XVII en Taiwán había sido escrito en taivoan:
|                                           | Siraya  | Taivoan | Makatao  | PAn       |
| Cambio sonido (1)                         | r       | Ø~h     | r        | < *l      |
| Cambio sonido (2)                         | l       | l       | n        | < *N      |
| Cambio sonido (3)                         | s       | r, d    | r, d     | < *D, *d  |
| Cambio sonido (4)                         | -k- -g- | Ø Ø     | -k- ---- | < *k < *S |
| Cambio morfológico (el sufijo del futuro) | -ali    | -ah     | -ani     |           |
| ----------------------------------------- | ------- | ------- | -------- | --------- |

SIL International ha reconocido taivoan como un idioma independiente y le ha asignado el código tvx desde ereno de 2019.

## Galería
- Wikimedia Commons alberga una categoría multimedia sobre Taivoan.

|                                                           |
| La Ceremonia Nocturna de los Taivoan en Dazhuang, Hualian |

|                                               |
| El Templo de los Taivoan en Dazhuang, Hualian |

|                                               |
| El Templo de los Taivoan en Rauron, Kaohsiung |

|                                                |
| El Templo de los Taivoan en Liuchongxi, Tainan |

|                                                                              |
| Los Taivoan en trajes tradicionales durante la Ceremonia Nocturna en Siaolin |

| |
| Los Taivoan en Siaolin ofrece a los espíritus ancestrales en el Templo durante la Ceremonia Nocturna. |

|                                                                                                  |
| El Teatro de Danza de Taivoan representando las canciones y bailes tradicionales de los Taivoan. |

| |
| La canción ceremonial de los Taivoan transcrita en los caracteres chinos en el Templo de Liuchongxi, Tainan. |